# Carlos Tozzi
Carlos Tozzi (Buenos Aires, 14 de octubre de 1934 - 28 de febrero de 2014) fue un reconocido dirigente de rugby argentino que ocupó distintos cargos en varias instituciones del deporte.

## Reseña
Tozzi fue presidente de la Unión Argentina de Rugby en dos oportunidades; primero en 1974 y luego desde 1983 hasta 1992. Bajo esa presidencia firma el acta fundacional de la Confederación Sudamericana (hoy Sudamérica Rugby) en 1989.
En 2002 fue elegido presidente de la Asociación Panamericana de Rugby en una reunión celebrada en Montevideo; ejerció el cargo hasta el momento de su fallecimiento en 2014.
Fue miembro del Comité Ejecutivo de la International Rugby Board y también se desempeñó como árbitro de rugby en amistosos y en el partido de Chile - Uruguay por el Sudamericano de 1969.